# Fortifikation Murten

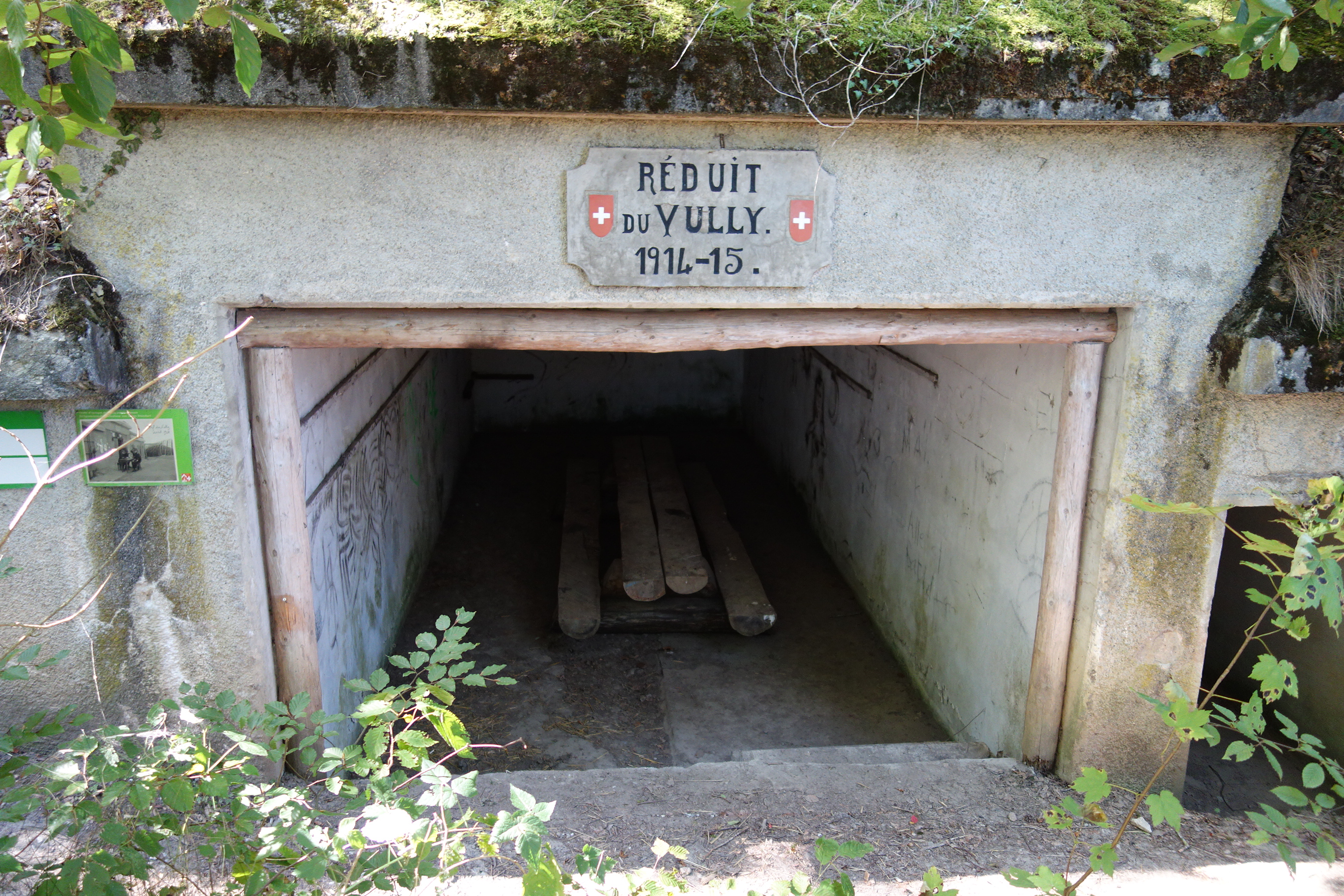
Reduit Mont Vully 1914–15

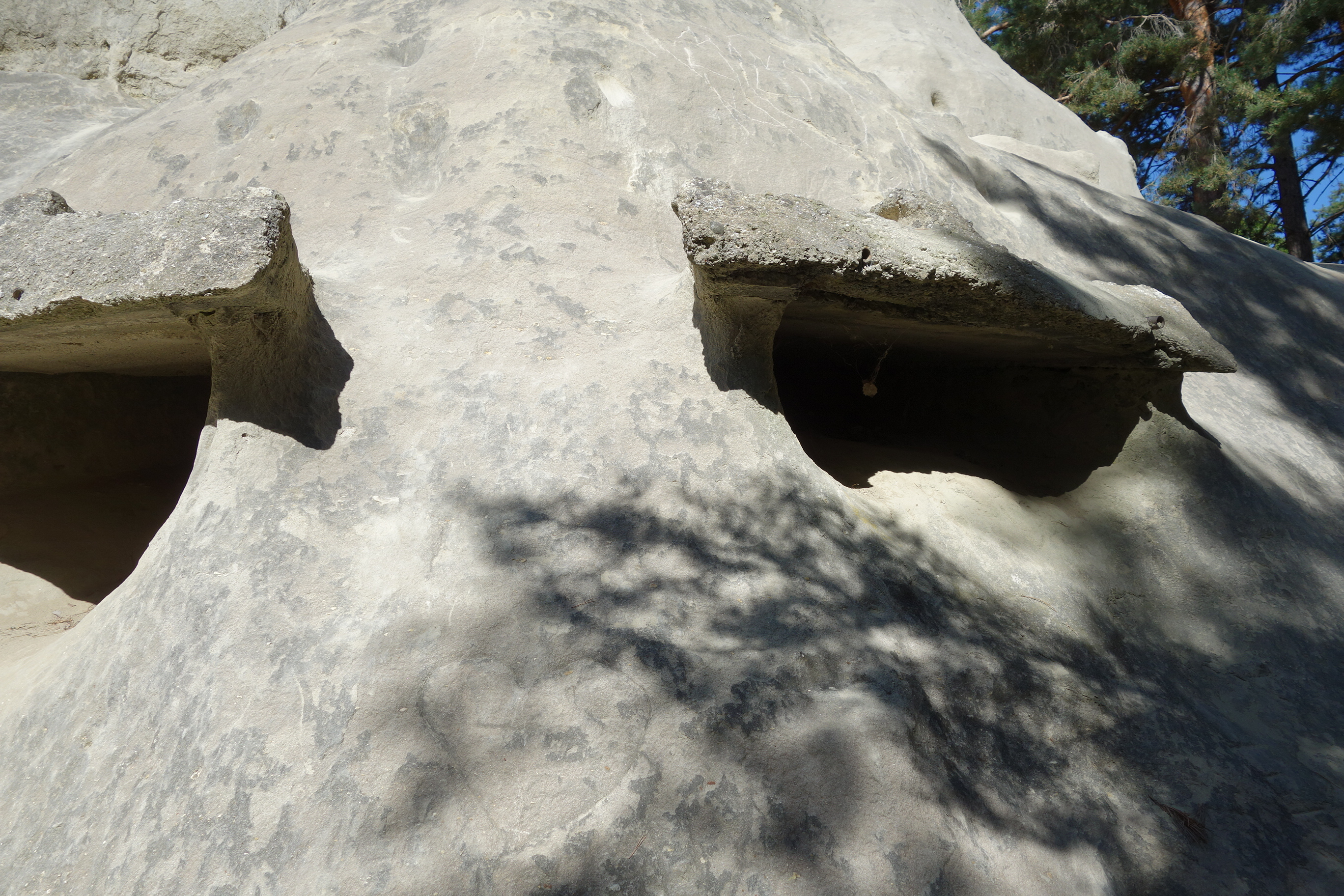
Infanteriewerk La Lamberta

Die Fortifikation Murten (auch Murtenstellung) war neben der Fortifikation Hauenstein und der Fortifikation Bellinzona die wichtigste Verteidigungslinie der Schweizer Armee im Ersten Weltkrieg. Sie diente dem 1. Armeekorps zur Sicherung des schweizerischen Mittellandes vor gegnerischen Angriffen vom Westen.

## Lage
Der Schlüsselraum Murten, zwischen dem Jura und der Saane bei Laupen, bildet ein Engnis («Passage obligé») auf der Hauptdurchgangsachse vom Genfer- zum Bodensee. Der Raum wird von den beiden Hügelzügen Jolimont und Mont Vully beherrscht. Hier hatten zwischen 200 und 50 vor Christus die Helvetier befestigte Plätze (Oppidum von Bas-Vully) errichtet. Die Römer bauten in Aventicum den Hauptort der römischen Civitas Helvetiorum und die Zähringer zur Kontrolle dieses Schlüsselraumes Murten.
Die rund 30 km breite Passage zwischen Neuenburgersee und Saane war eine wichtige Verkehrsverbindung und militärstrategischer Ort zahlreicher nationaler und internationaler kriegerischer Aktionen: Laupenkrieg, Gefecht gegen die Gugler, Schlacht bei Murten, Franzoseneinfall und der Stecklikrieg bei Faoug.
Während des Ersten Weltkrieges wurden die tief gestaffelten drei Abschnitte der Fortifikation Murten hintereinander im Gebiet Zihlkanal, Mont Vully, Murten-Laupen/Saane errichtet.
Der Fortifikationsabschnitt Jolimont zwischen Bieler- und Neuenburgersee bestand aus drei ausgebauten, gestaffelten Verteidigungslinien und hatte einen gegnerischen Übergang über den Zihlkanal zu verhindern. Die vorderste Linie bestand aus drei Infanterie-Stützpunkten und zahlreichen Maschinengewehr-Bunkern zum Schutz der Zihlübergänge. Die zweite Linie verlief durch das Niederholz nördlich von Gals und entlang dem Fuss des Jolimont. Die «Waldstellung» am Jolimont wurde ab 1916 als dritte und Hauptverteidigungslinie gebaut. Am südlichen Hinterhang des Jolimont wurden 1914 Artilleriebatterien gebaut.
In den Fortifikationsabschnitten Mont Vully und Murten–Saane bestanden die Verteidigungslinien aus auf sich gegenseitig deckenden Infanterie-Stützpunkten, die durch weiter hinten aufgestellte Artillerie unterstützt wurden. Sie hatten den Raum Mont Vully zwischen Neuenburger- und Murtensee zu sperren sowie einen Stoss zwischen Murtensee und Saanelauf bei Bösingen aufzufangen.

## Geschichte
Nach der Wahl zum Generalstabschef der Schweizer Armee nahm Theophil Sprecher von Bernegg 1906 wegen der zunehmenden Spannungen in Europa eine Beurteilung der Bedrohungslage für die Schweiz vor, wobei er zu folgenden Schlüssen kam: Deutschland würde von sich aus kein schweizerisches Gebiet verletzen, während Frankreich mit einem Umfassungsangriff durch die Schweiz in Richtung der unbefestigten deutschen Südgrenze vorstossen könnte. Die Dreiländergrenze befand sich damals im Jura bei Bonfol, weil das Elsass zu Deutschland gehörte.
Aufgrund dieser Analyse erarbeiteten Ingenieuroffiziere detaillierte Pläne für die Schlüsselräume West (Sperrstellung Murten) und Nord (Brückenkopf Olten mit der Fortifikation Hauenstein), die bis zum Kriegsbeginn 1914 bereit waren. Nach dem Krieg stellte sich heraus, dass die französische Armee im Dezember 1915 einen "Plan H" (H = Helvétie) mit einer Stossrichtung durch die Schweiz Richtung Süddeutschland entwickelt hatte.

## Auftrag
Der Schaffhauser Ständerat und Milizoffizier Oberst Bolli wurde zum Kommandanten, der Generalstabshauptmann und spätere Divisionär Eugen Bircher zum Stabschef der Fortifikation Murten ernannt.
Der „Befehl für das Fortifikationskommando Murten“ wurde vom Generalstabschef am 8. August 1914 erstellt:
Die Aufgabe der Fortifikation Murten war der Schutz der Stadt Bern als Zugang zum schweizerischen Mittelland vor gegnerischen Angriffen über die Zihl und aus dem Kanton Waadt sowie die Schaffung von Operationsfreiheit für die Armee, damit sie bei einem Übergang zum Angriff östlich der Saane oder nördlich des Bielersees eine sichere Flankendeckung findet.
Die kürzeste Eisenbahn- und Strassenverbindung von Frankreich nach Bern führte durch das Val de Travers mit der 1901 eröffneten Eisenbahnstrecke über Pontarlier. Die 1913 eröffnete Eisenbahnstrecke Lötschberg-Simplontunnel liess sich als militärgeografisch wichtige Verkehrsachse (zweite Alpentransversale neben dem Gotthardtunnel) an der Zihl gut sperren.

## Vorbereitung der Stellungen
Im September 1914 bauten rund 16.000 Milizsoldaten für die Fortifikation Murten mit Hindernissen umgebene Schützengrabensysteme in Halbmondform, Artilleriegeschütz-Batterien, Beton-Bunker für Maschinengewehre oder für Geschütze, unterirdische Mannschaftsunterkünfte und Munitionslager sowie in Fels gehauene Infanteriekampfstände mit Stollenanlagen.
Eine Entspannung an den Grenzen erlaubte die Einrichtung eines Ablösungsdienstes, um der Landwirtschaft und der Wirtschaft die notwendigen Arbeitskräfte wieder zur Verfügung zu stellen. Von Oktober 1914 bis 1917 war die Fortifikation mit durchschnittlich 2.000 Mann besetzt, die in den Schulhäusern und Restaurants der umliegenden Dörfer untergebracht waren. Der Bau der Fortifikation Murten kostete zwischen 22 und 26 Millionen Franken nach heutigem (Jahr 2000) Wert.

Ausbesserungsarbeiten an einem Schützengraben, Twannberg
Strassenarbeiten am Engnis Col de Pierre Pertuis

### Jolimontstellung

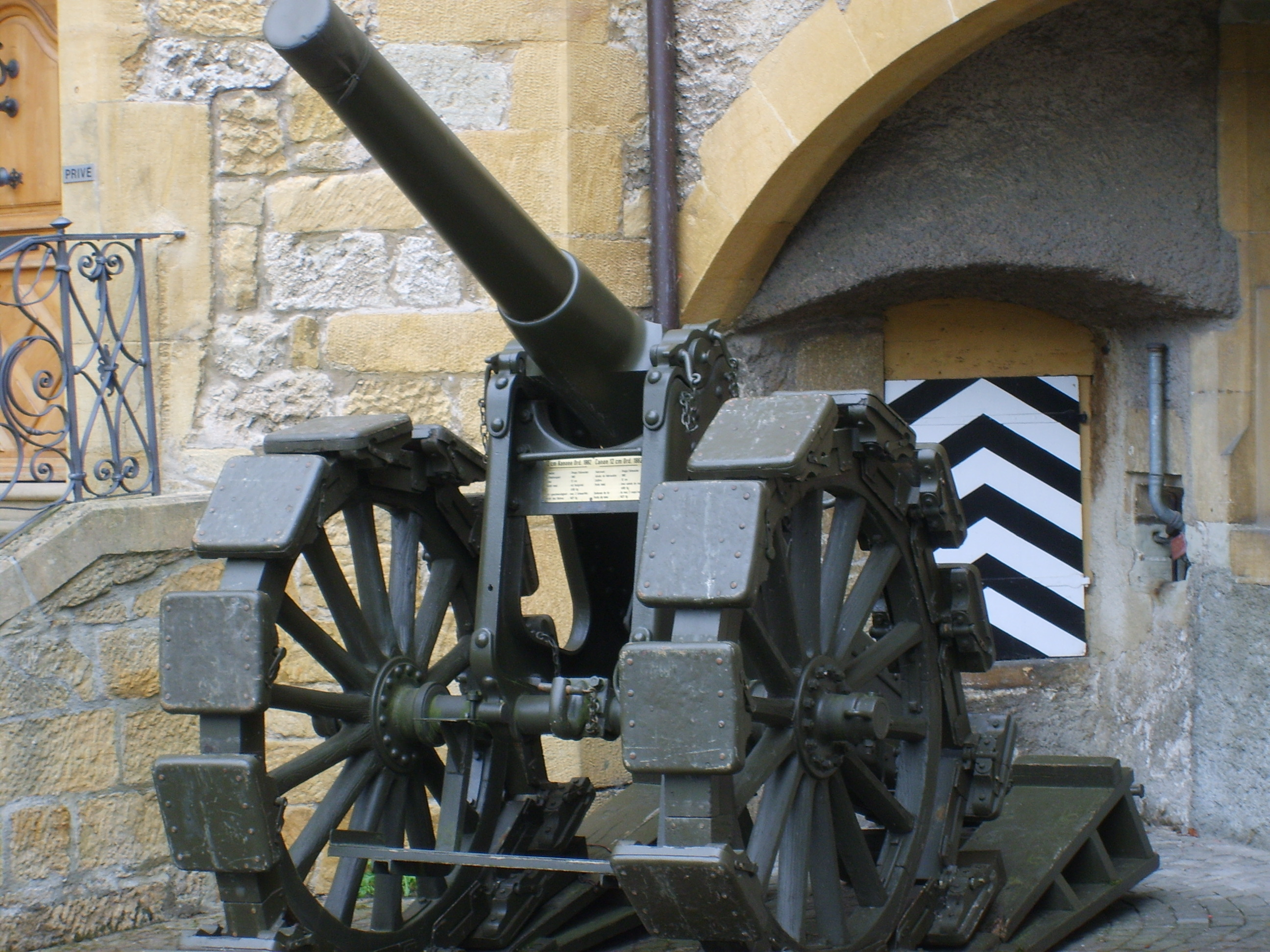
12 cm Kanone Ord. 1882

- 12-cm-Batterie I Jolimont ⊙
- 12-cm-Batterie II Wartwald rechts ⊙
- 12-cm-Batterie III Wartwald links ⊙
- 12-cm-Batterie IV Fofernwald ⊙
- Infanteriewerk 1 St. Johannsen Kanal ⊙
- Infanteriewerk 2 Unterfeld ⊙
- Infanteriewerk 3 Niederholz ⊙
- Infanteriewerk 4 Vanelgut ⊙
- Infanteriewerk 5 Panel rechts ⊙
- Infanteriewerk 6 Panel links ⊙
- Infanteriewerk 7 Eisenbahn rechts ⊙
- Infanteriewerk 8 Eisenbahn links ⊙
- Infanteriewerk 9 Flusscaponnière Maison rouge ⊙
- Betonbunker 1.WK Chlosterwald 2 Mg 11 ⊙
- Betonbunker 1.WK Jolimont Pt 603 2 Mg 11 ⊙
- Gedeckte Schützengalerie und Beobachter 1.WK Gampelen ⊙
- Betonbunker 1.WK Gampelen 8,4-cm-Kanone ⊙
- Betonbunker 1.WK Gampelen 8,4-cm-Kanone ⊙

Artilleriestellung Jolimont
Artilleriestellung am Rand des Wartwaldes
Infanteriewerk Vanel
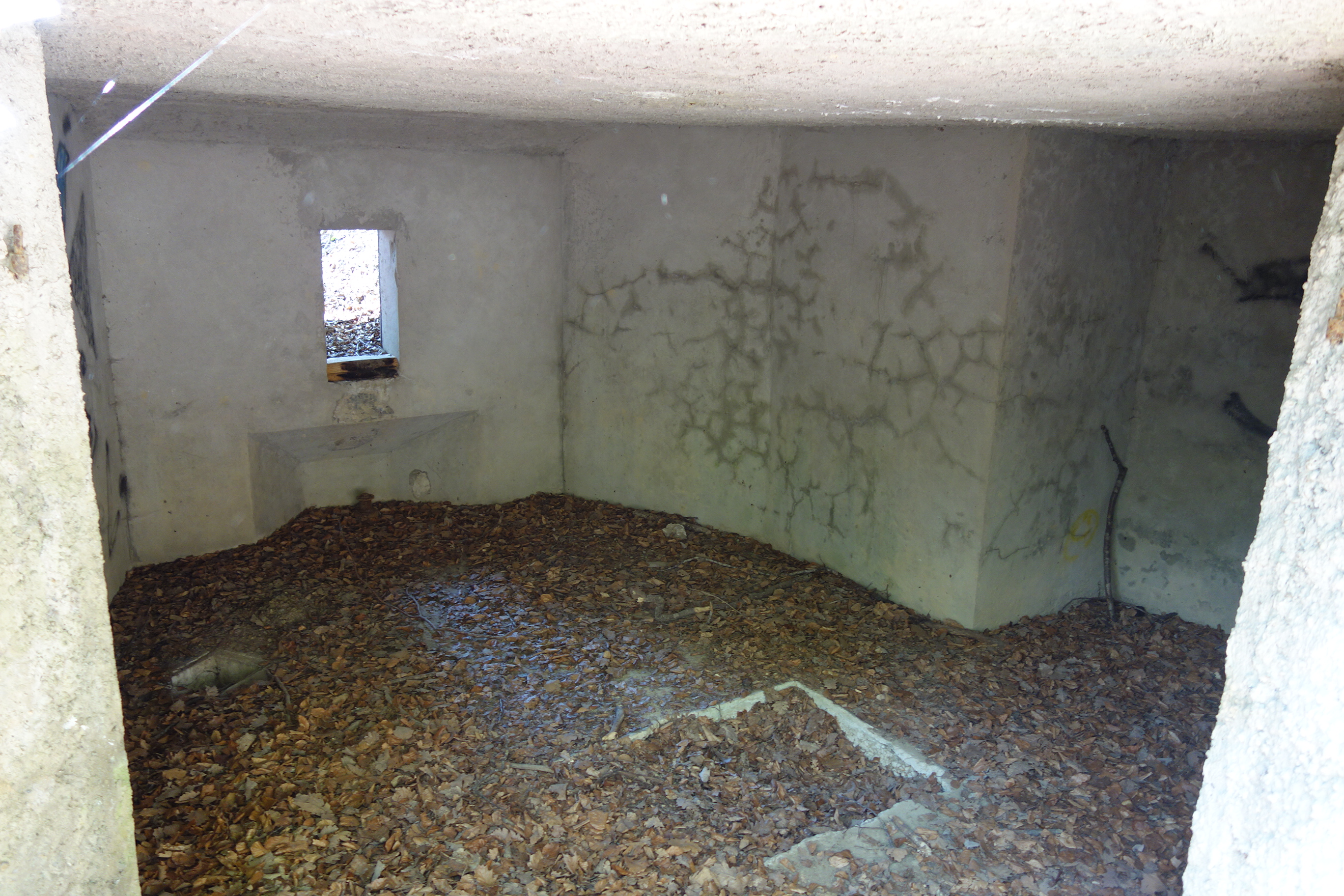
Betonbunker Gampelen 8.4-cm-Kanone
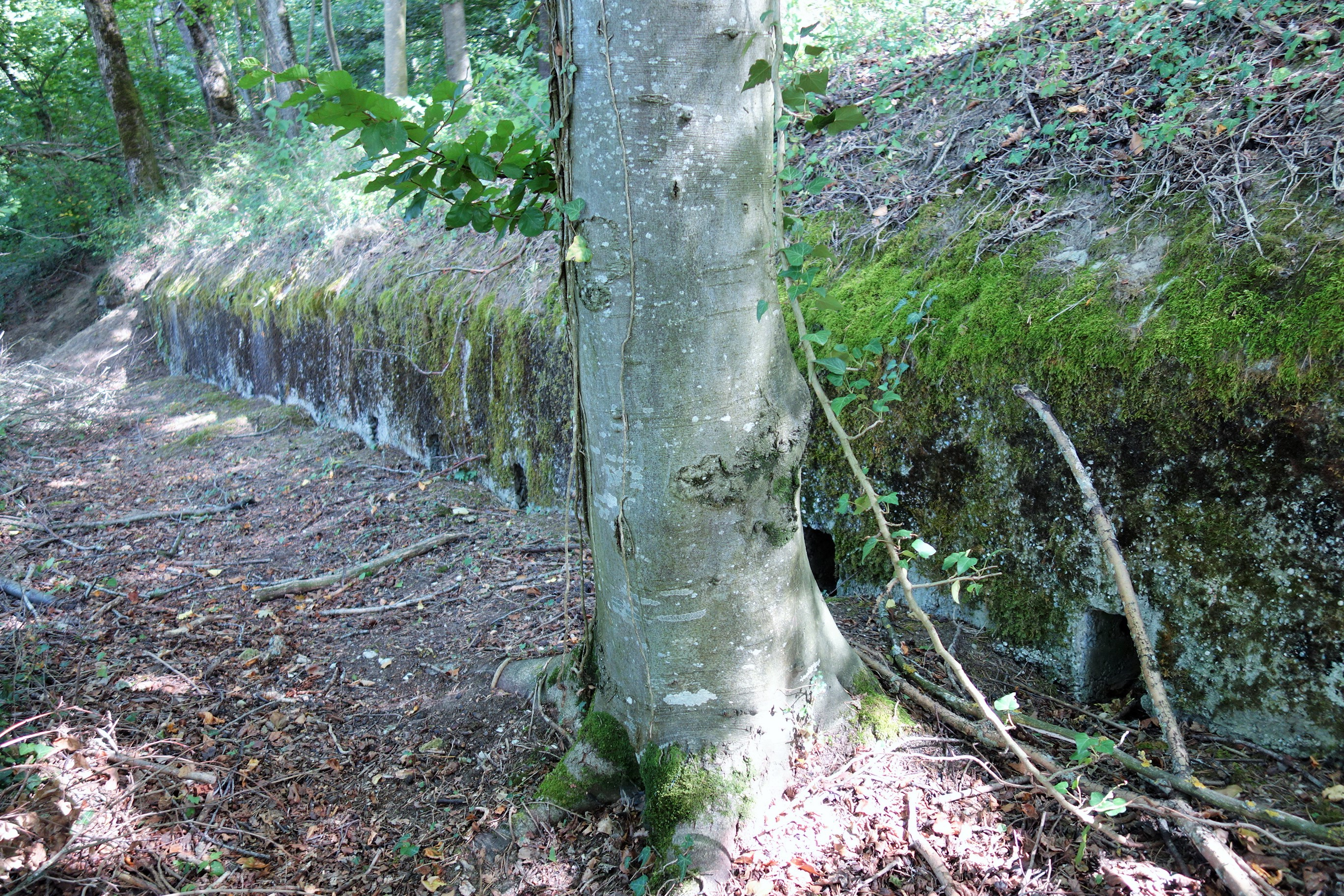
Schützengalerie Riedräbe Gampelen

### Mont Vully Stellung
- Kommandoposten Abschnitt II und Artillerie-Beobachtungsposten 118 Plan Châtel: Richtung West, Mont Vully (1939–1945 Fliegerbeobachtung) ⊙
- Artillerie-Beobachtungsposten Plan Châtel: Richtung Murten-Saane, Mont Vully ⊙
- sechs Unterkunftskasematten Plan Châtel, Mont Vully ⊙
- Helvetischer Schutzwall, 100 v. Chr., Mont Vully ⊙
- Artilleriestellung V Mont Vuilly ⊙
- 12-cm-Fussartillerie VI Sur les Planches, «Champ Ribaud», Mont Vully ⊙
- Infanteriestützpunkt 10 Vuilly le Haut ⊙
- Infanteriestützpunkt La Fin des Fourches 11 ⊙
- Infanteriestützpunkt 12 Réduit du Vully ⊙
- Infanteriestützpunkt Sur le Mont 13 ⊙
- Infanteriestützpunkt «La Lamberta» 13, Mont Vully ⊙

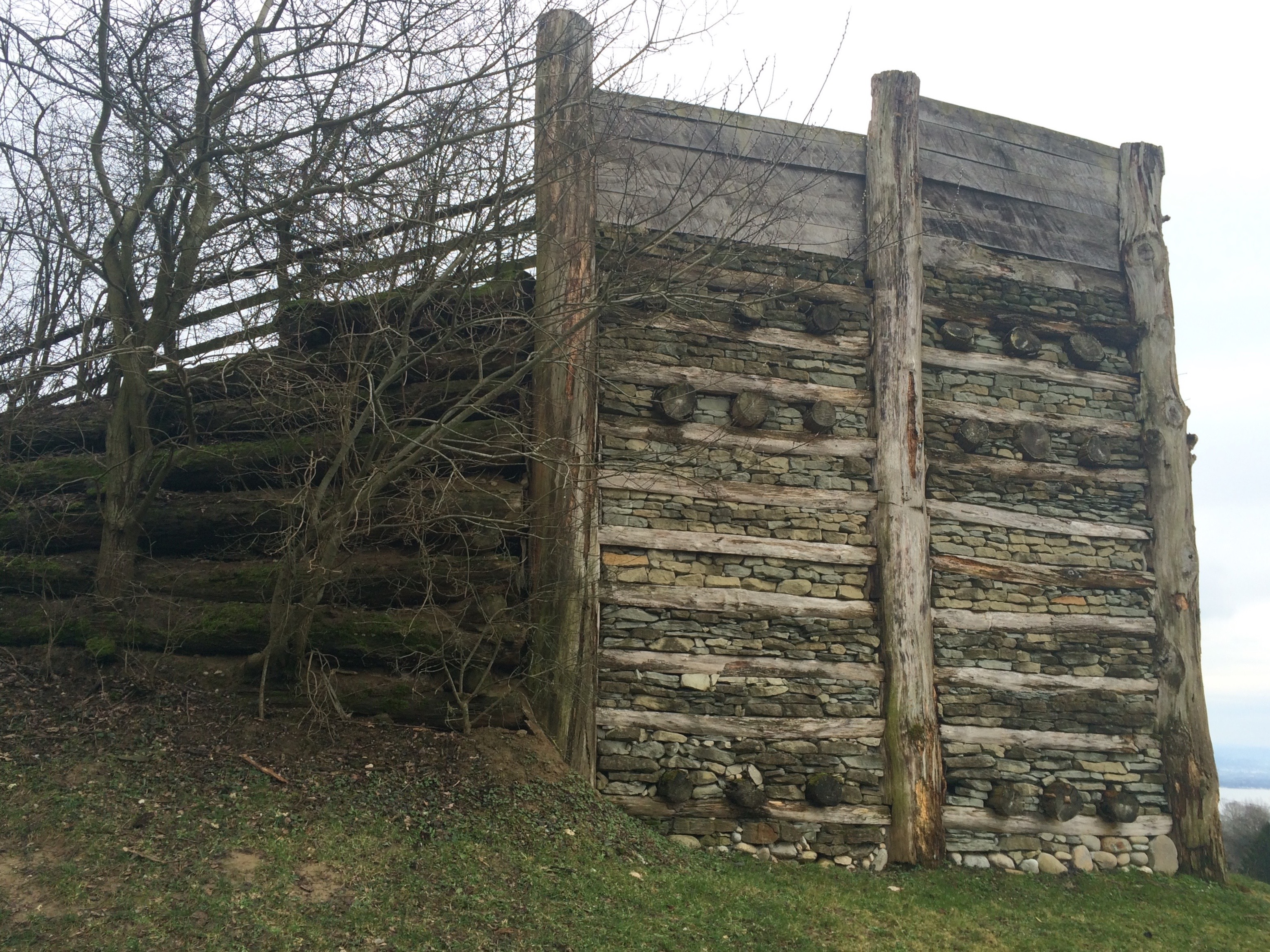
Helvetischer Schutzwall (Oppidum)
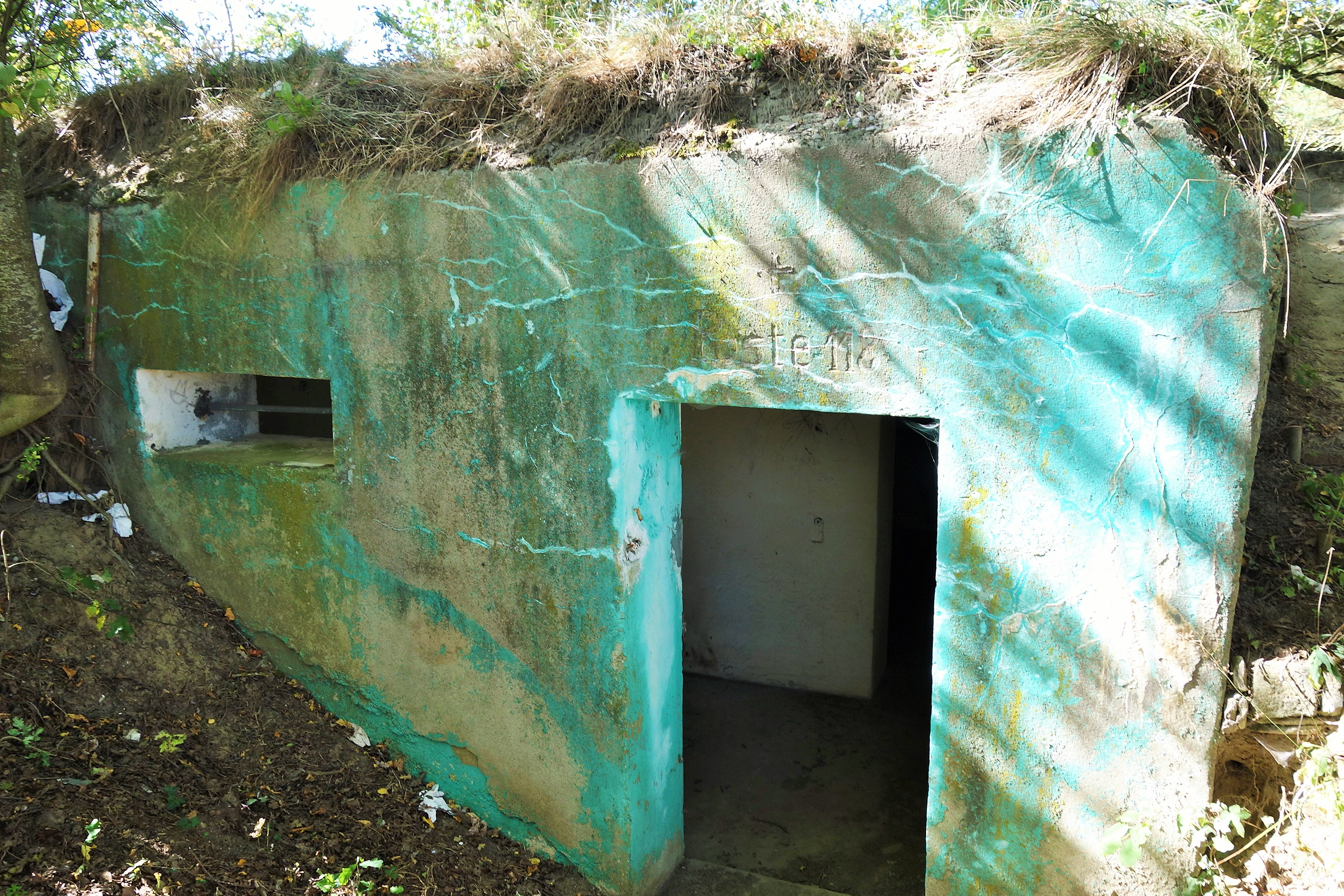
Beobachtungsstand 118 Plan Châtel
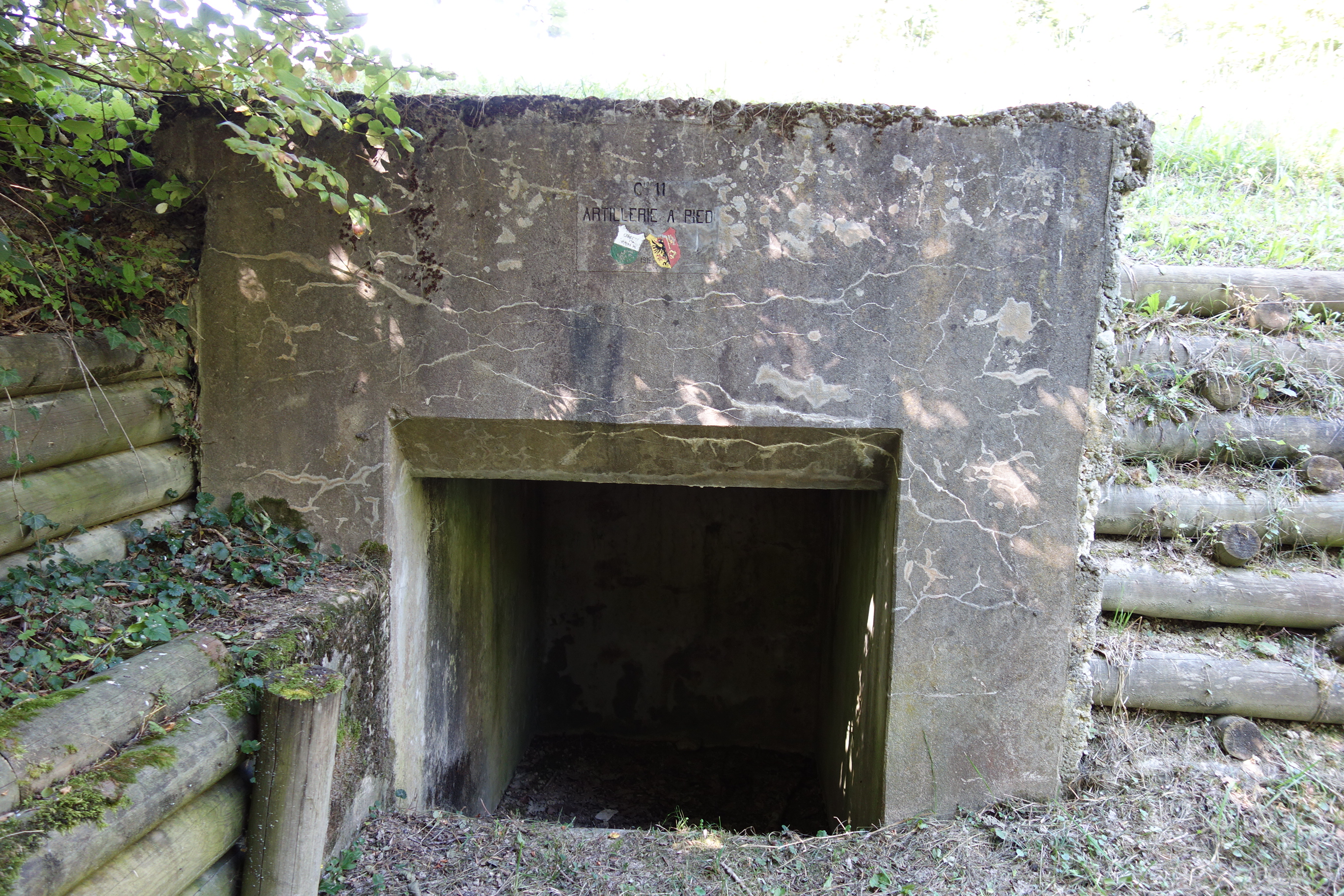
12-cm-Artilleriestellung Champ Ribaud
Positionsgeschütz Artilleriestellung Mont Vully
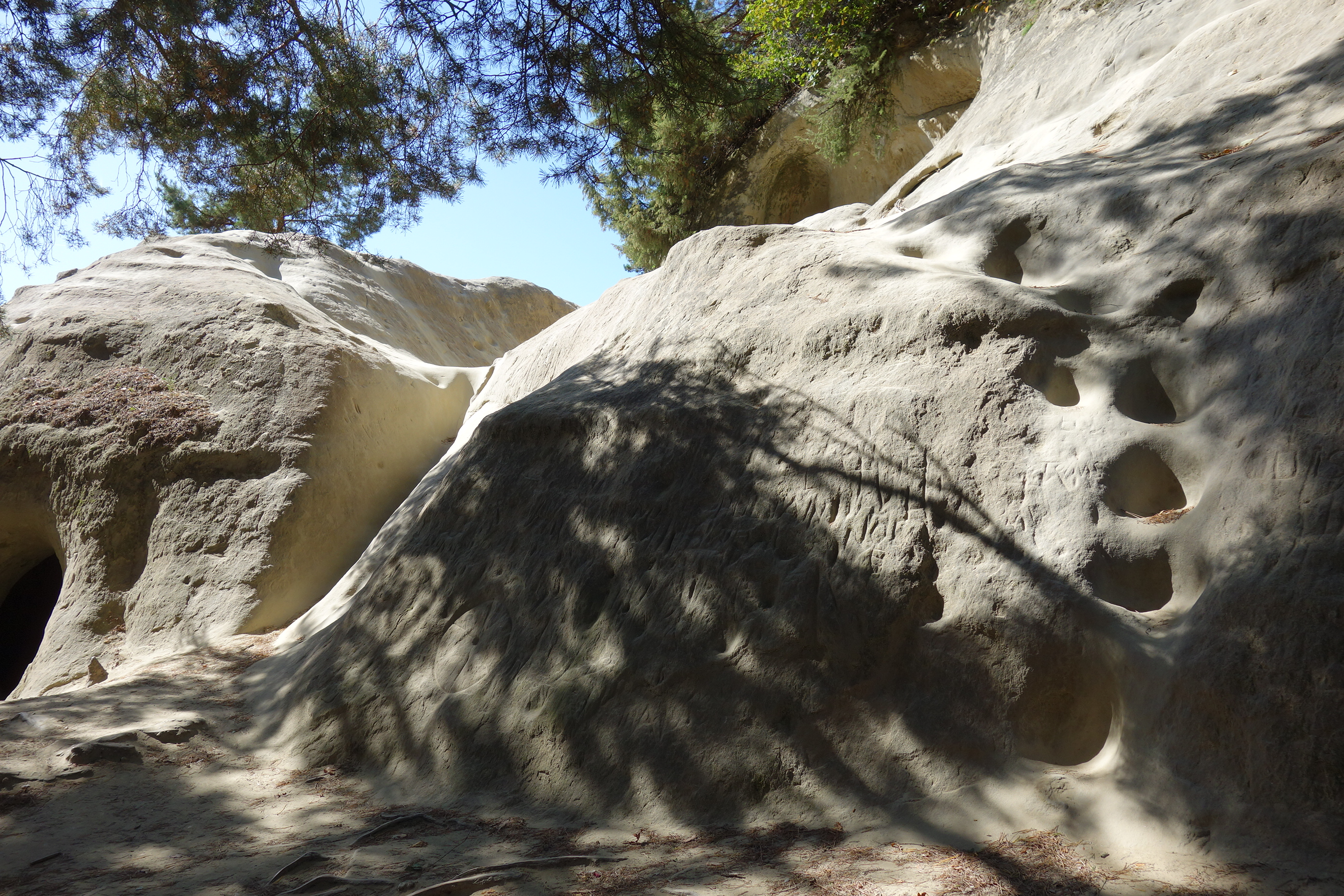
Sandsteinhöhlen am Mont Vully: Fort de la Lombertaz, im Ersten Weltkrieg mit Kampf- und Beobachterständen, Munitionslager und Unterkunftshöhlen gebaut

### Abschnitt Murten–Saane
Im gleichen Gebiet sind Bunker aus dem Zweiten Weltkrieg vorhanden*
- Schützengrabenanlage Aderahubel (aufgehoben) ⊙
- Schützengrabenanlage Finstergässli (aufgehoben) ⊙
- Schützengrabenanlage Eremelsburg (8,4-cm-Stellung vorhanden) ⊙
- Schützengrabenanlage Birchewald (8,4-cm Stellung vorhanden) ⊙
- Stützpunkt Wilerholz (Kehle zugedeckt, Beobachtungsbunker vorhanden) ⊙
- Schützengrabenanlage Beinacker (aufgehoben) ⊙
- Schützengrabenanlage Eichelried (Kapponieren und Mg 11-Bunker vorhanden)* ⊙
- Stützpunkt Ausserfeld (aufgehoben)* ⊙
- Stützpunkt Biberenächer Gurmels BE* ⊙
- Réduit Grossholz ⊙
- Schützengrabenanlage Kleingurmels* ⊙
- Mg 11-Bunker Bruggera ⊙
- 12-cm-Artilleriebatterie Altavilla (aufgehoben) ⊙
- 8,4-cm-Geschützstellung Kapitelwald ⊙
- 8,4-cm-Geschützstellung Risau ⊙
- 8,4-cm-Geschützstellung Eiholz ⊙[4]

Schützengräben Adera bei Murten
Batteriestellung Galmgut
Unterstand Ausserfeld
Kehltambour Biberenäcker
Unterstand Réduit Grossholz

## Zweiter Weltkrieg und Kalter Krieg
Im Zweiten Weltkrieg wurde der Schlüsselraum Murten als vorgeschobene Stellung des Reduit mit zusätzlichen Verstärkungen aufgerüstet und von der Grenzbrigade 2 und der Leichten Brigade 1 betrieben. Die Murten-Stellung bildete einen Eckpfeiler der Vorgeschobenen Stellungen des Reduit. Am Mont Vully wurden neue, gegen Panzerkampfwagen wirksame Befestigungen gebaut. Die Bunkerlinie wurde etwas weiter westlich als die Linien der Fortifikation Murten angelegt. Im Rahmen der zweiten Juragewässerkorrektion wurde die Aufstauung der Seen im Kriegsfall geplant und teilweise realisiert. Dies hätte bei rechtzeitiger Auslösung eine massive Geländeverstärkung der Zihl- und Broyelinie durch Überflutung und Versumpfung bewirkt.
Im Kalten Krieg behielt der Raum Murten seine strategische Bedeutung. Das Motorinfanterie Regiment 2 der Mechanisierten Division 1 war für die Belegung des Infanterie-Sperrriegels zwischen seinen beiden Panzerregimentern vorgesehen. 1987 wurde eine Werkkompanie als Besatzung für die im Aktivdienst 1939–1945 erstellten Anlagen aufgestellt. Mit der Armee 95 wurden die Werke ausgemustert.

### Sperrstelle Jolimont BE
Die Sperrstelle besteht aus den Abschnitten Gampelen, Gals, Neuhaus, Erlach. Sie hatte den sieben Kilometer breiten Raum zwischen Neuenburger- und Bielersee zu sperren.
- Infanteriebunker Weihermatten Nord Ouest A 1031 Gampelen ⊙
- Infanteriebunker Weihermatten centre A 1032 Gampelen ⊙
- Gedeckte Schützengalerie und Beobachtungsbunker Hohlenreben Gampelen ⊙
- Infanteriebunker Vanelwald A 1034 Gampelen ⊙
- Infanteriebunker Vanelwald A 1035 Gampelen ⊙
- Infanteriebunker Vanelwald A 1036 Gampelen ⊙
- Infanteriebunker Vanelwald A 1037 Gampelen ⊙
- Infanteriebunker Vanelwald A 1038 Gampelen ⊙
- Infanteriebunker Chräjeberg Mg A 1027 Gals ⊙
- Infanteriebunker Pak A 1028 Gals ⊙
- Infanteriebunker sechseckig A 1065 Wartstude, Gals ⊙
- Infanteriebunker sechseckig A 1066 Wartstude, Gals ⊙
- Infanteriebunker sechseckig A 1067 Wartstude, Gals ⊙
- Infanteriebunker sechseckig A 1068 Wartstude, Gals ⊙
- Infanteriebunker MG Beob A 1022 Neuhaus ⊙
- Infanteriebunker Chlostermüli A 1023 Hauptwerk Neuhaus ⊙
- Infanteriebunker sechseckig A 1044 Neuhaus ⊙
- Infanteriebunker sechseckig A 1045 Neuhaus ⊙
- Infanteriebunker sechseckig A 1046 Tüfelsburdi, Neuhaus ⊙
- Infanteriebunker sechseckig A 1047 Tüfelsburdi, Neuhaus ⊙
- Infanteriebunker sechseckig A 1048 Tüfelsburdi, Neuhaus ⊙
- Infanteriefestung A 1041 Hauptwerk mit 4 Bunkern mit Stollen verbunden, Chlosterwald ⊙
- Sechseck-Bunker Chlosterwald 1 A 1041 ⊙
- Mg-Bunker Chlosterwald 2 A 1041 ⊙
- Mg-Bunker Chlosterwald 3 A 1041 ⊙
- Sechseck-Bunker Chlosterwald 4 A 1041 ⊙
- Infanteriebunker A 1020 Schloss Erlach ⊙
- Infanteriebunker Pak A 1021 Hauptwerk Erlach ⊙

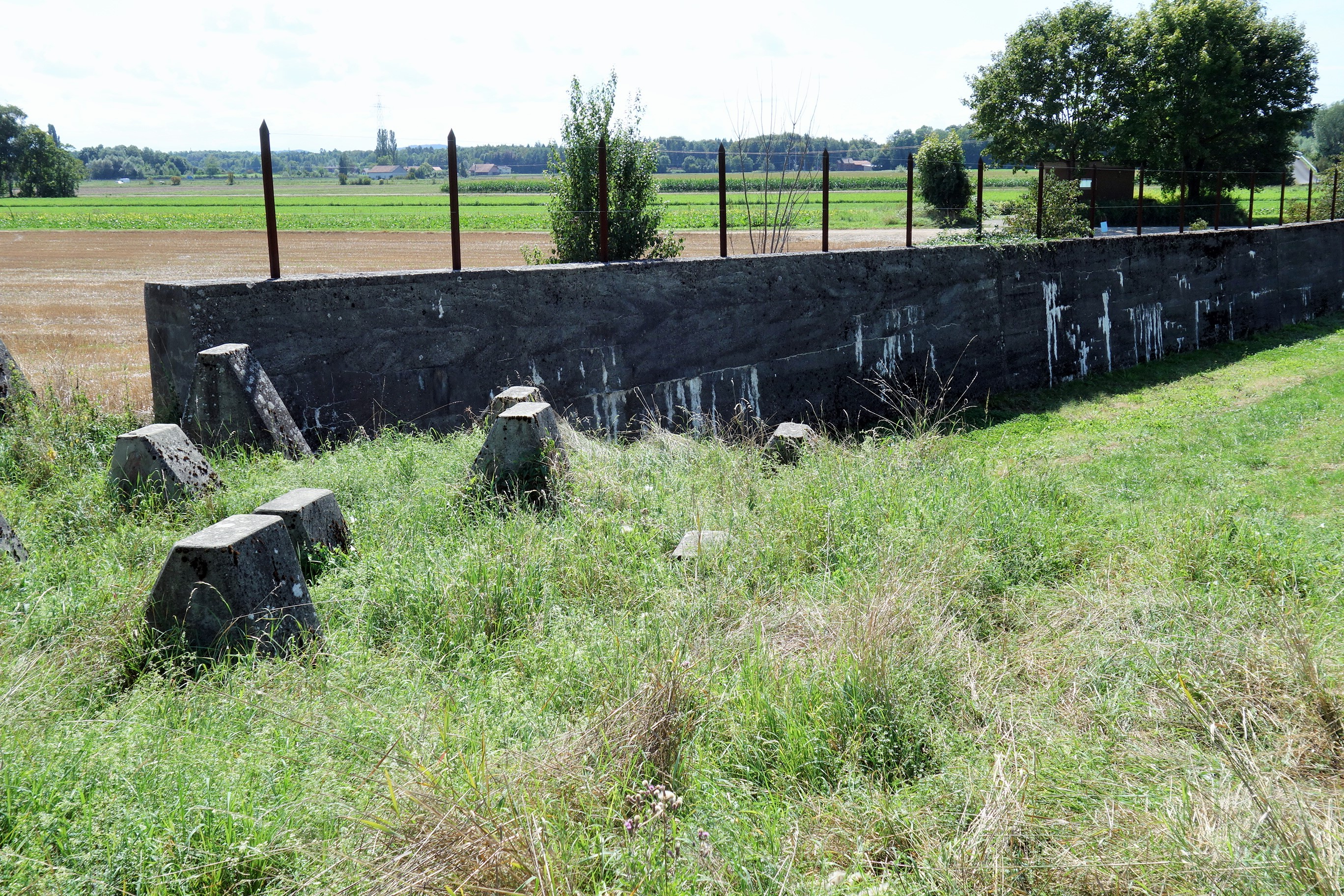
GPH Gampelen
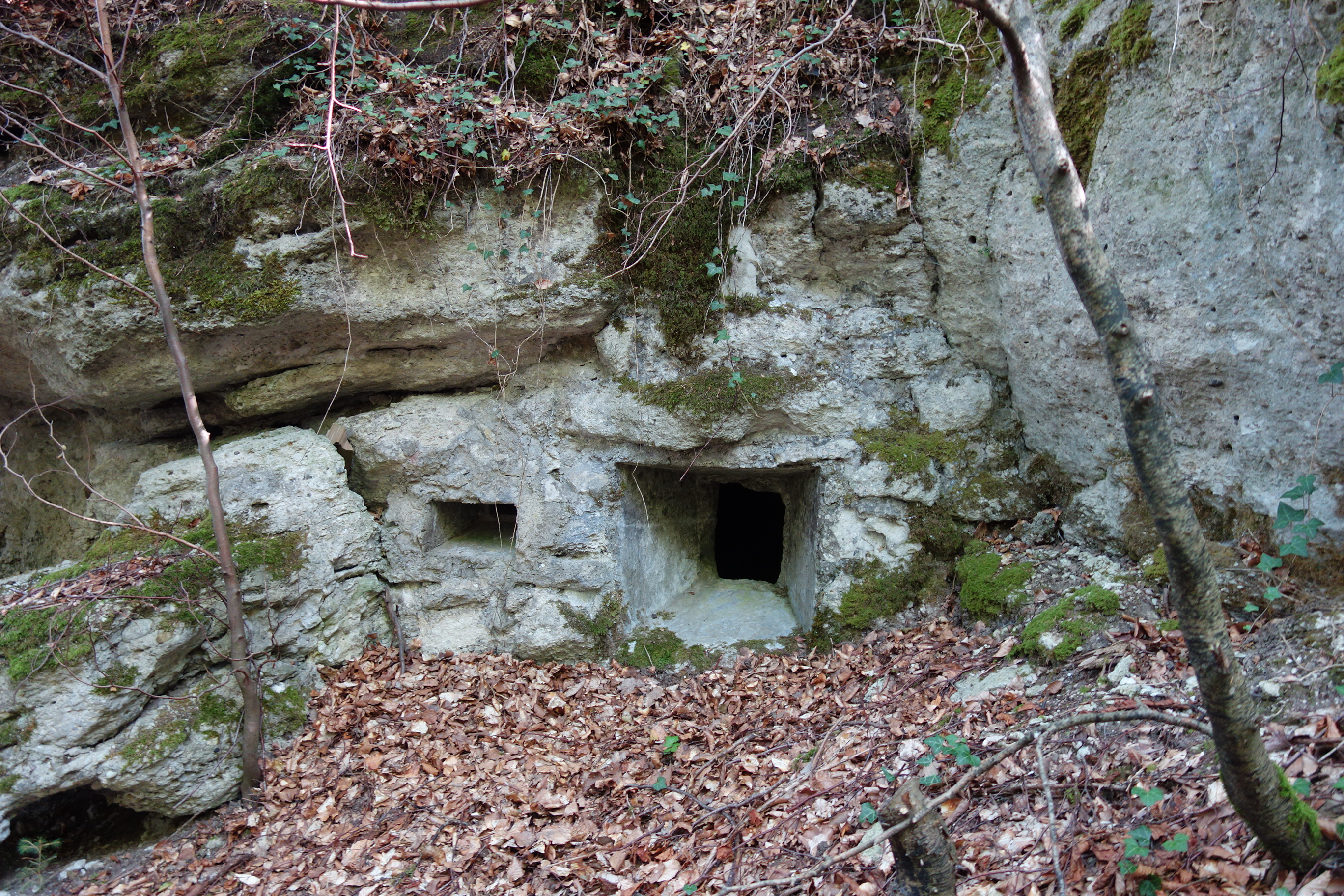
Beobachter Jolimont Mitte
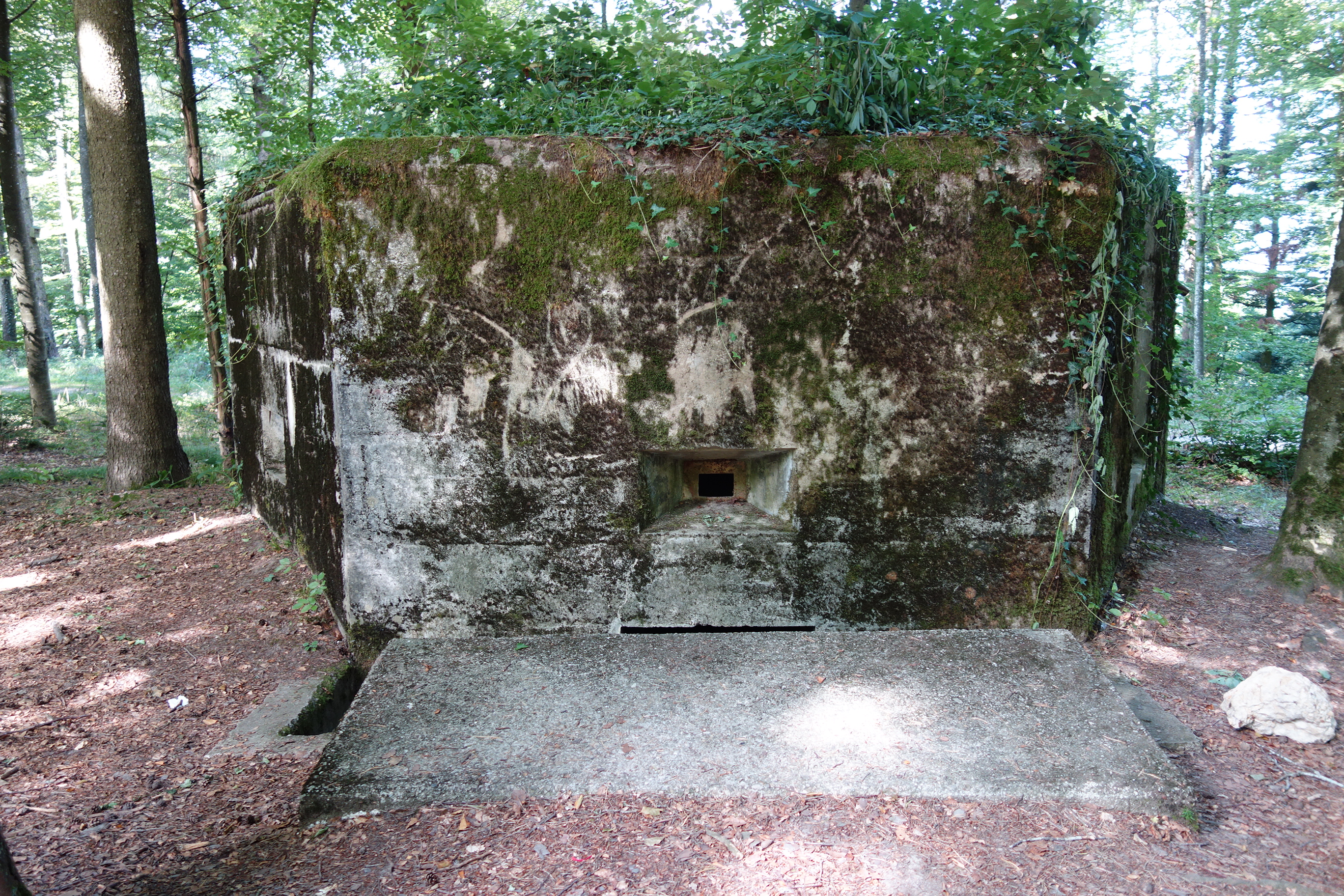
Sechseckiger Infanteriebunker A 1048 Chlosterwald
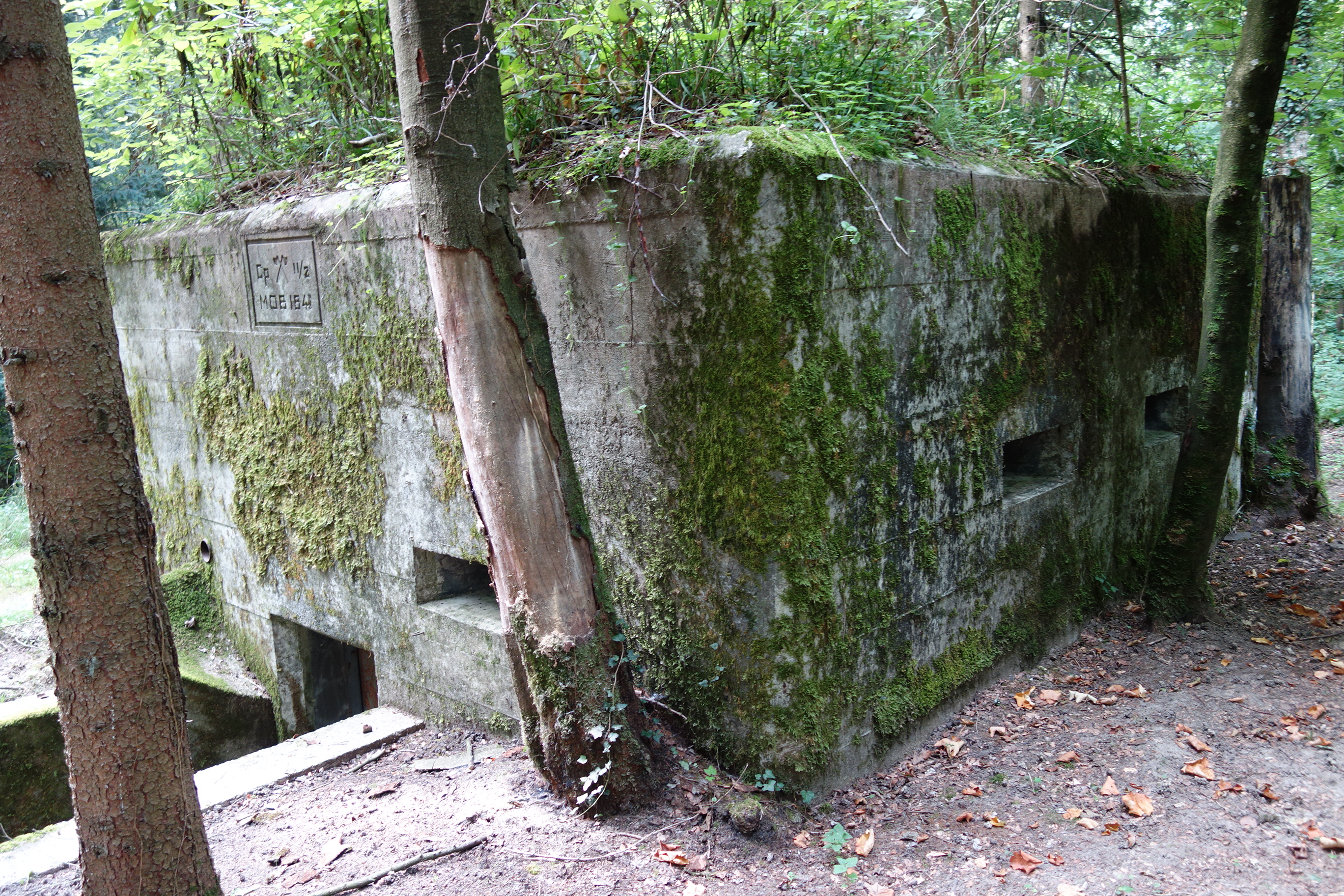
Infanteriefestung A 1041 Chlosterwald
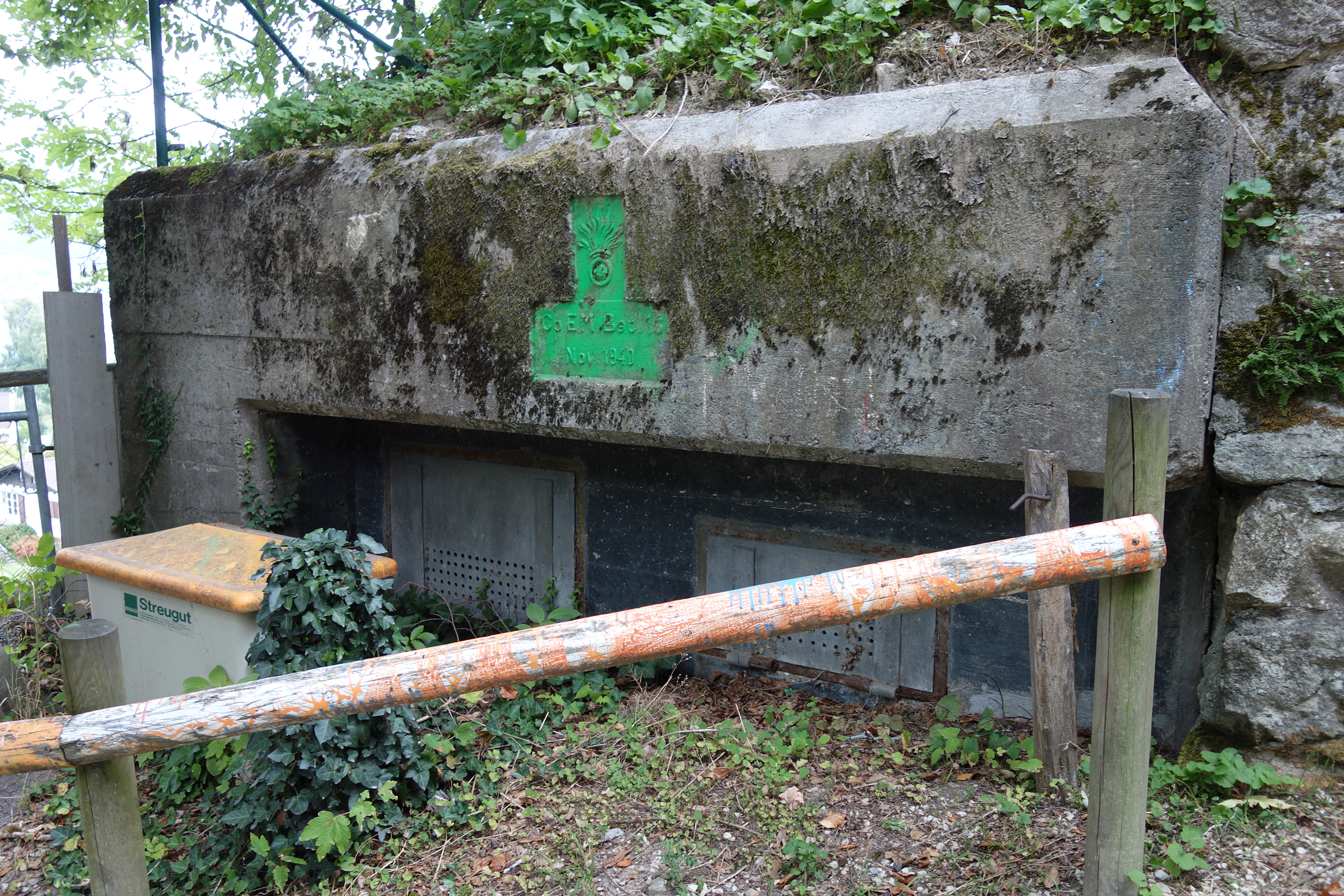
Infanteriebunker A 1020 Schloss Erlach

### Sperrstelle Cudrefin-Vallamand VD
Mit dieser Sperrstelle wird die Verteidigungslinie, die im Ersten Weltkrieg zwischen Murten- und Neuenburgersee auf dem Mont Vully errichtet wurde, verdoppelt. Sie verbindet Cudrefin und Vallamand (Neuenburgersee und Murtensee) mit einem Panzerhindernis, auf das sich 15 Bunker richten, welche die Durchgänge und Strassen zu verteidigen hatten.
- Infanteriebunker A 1100 Cudrefin ⊙
- Infanteriebunker 1 Vers le Gibet A 1101: Mg, Infanteriekanone (Ik) ⊙
- Infanteriebunker 2 Champmartin A 1102: Mg, Ik ⊙
- Infanteriebunker 3 A 1103: Mg, Ik ⊙
- Infanteriebunker 4 Planche à la Tanne A 1104 Hauptwerk: Mg, Ik ⊙
- Infanteriebunker 5 Planche à la Tanne A 1105: 2 Mg, Lmg ⊙
- Infanteriebunker 6 La Troche A 1107 Bas de Trimble ⊙
- Infanteriebunker 7 La Troche A 1108 ⊙
- Infanteriebunker 8 Bois de la Côte A 1106 Bas de Trimble ⊙
- Infanteriebunker 9 Bois de l'Allou A 1111 Bas de Trimble ⊙
- Infanteriebunker 10 Bois de l'Allou A 1115 Mg ⊙
- Infanteriebunker 11 Bois de l'Allou A 1116: Mg, Ik ⊙
- Infanteriebunker 12 Vallamand-Dessous A 1119: Mg, Ik ⊙
- Infanteriebunker 13 Vallamand-Dessous A 1120 ⊙

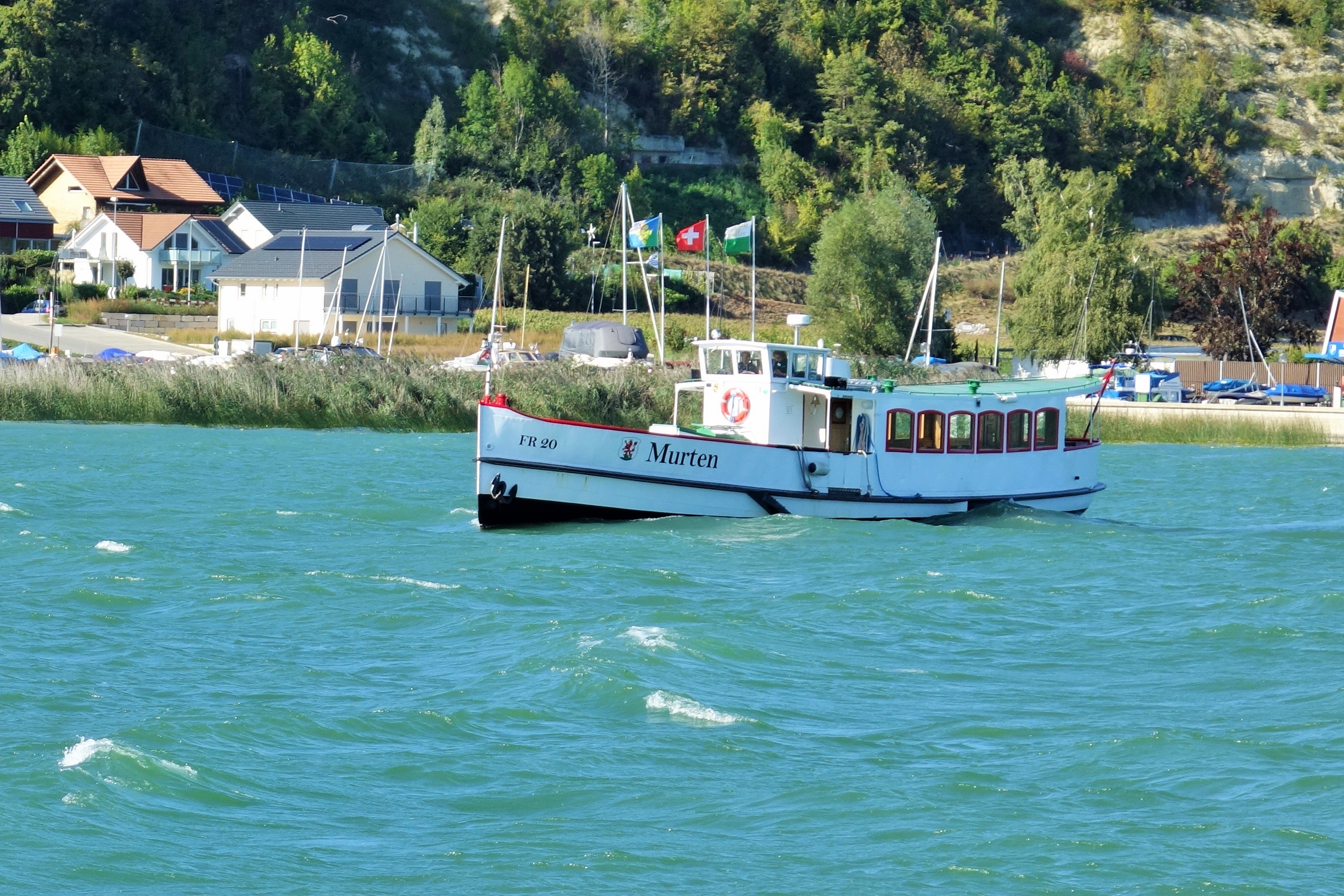
Infanteriebunker 13 Vallamand-Dessous A 1120 (oberhalb der Schweizerfahne)

### Sperrstellen Murten–Saane FR

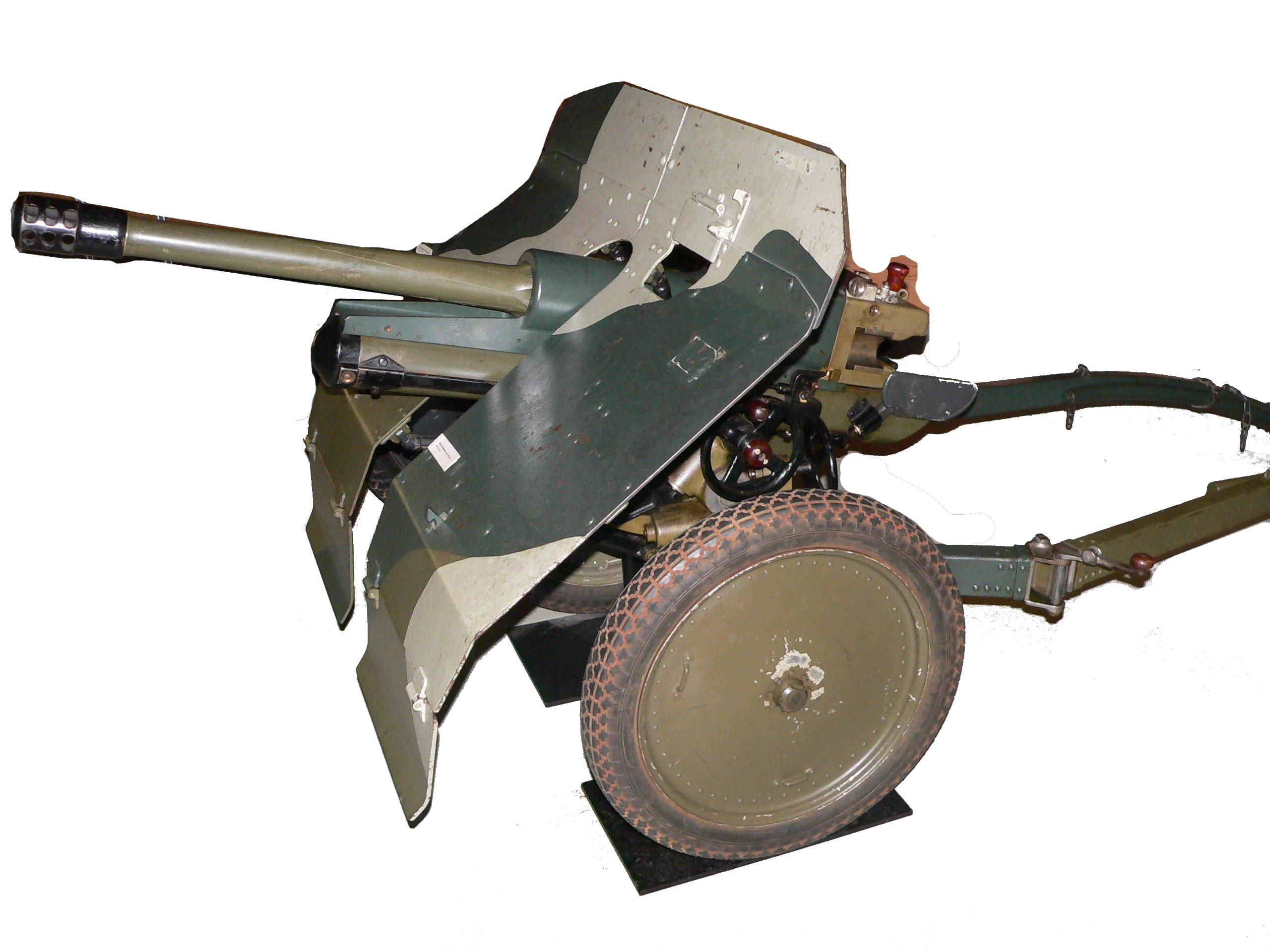
4,7-cm-Infanteriekanone (Ik) zur Panzerabwehr

- Infanteriebunker Muntelier hexagonal ⊙
- Infanteriebunker Muntelier Mg, Bahn West ⊙
- Infanteriebunker Muntelier Mg, Bahn Süd ⊙
- Infanteriebunker Löwenberg Nord Mg A 1163, Gegenwerk Bahnbunker ⊙
- Infanteriebunker Löwenberg Nord A 1664 Ik, flankiert GPH ⊙
- Infanteriebunker Löwenberg Süd hexagonal A 1166 ⊙
- InfanteriebunkerLöwenberg Süd A 1165 Ik ⊙
- Infanteriebunker Sandacher Nord A 1170, Mg flankiert GPH ⊙
- Infanteriebunker Poudresse Süd A 1171 Ik ⊙
- Infanteriebunker Sandacher Nord hexagonal A 1172 ⊙
- Centi Bunker Löwenberg Süd A 1175 ⊙
- Infanteriewerk Altavilla A 1179 ⊙
- Infanteriebunker Beobachter Gultenholz A 1177 Altavilla ⊙
- Infanteriewerk Altavilla A 1179 ⊙
- Infanteriebunker Altavilla Nebenwerk A 1180 sechseckig ⊙
- Geländepanzerhindernis Altavilla Txxxx vierreihig ⊙
- Infanteriebunker Mühle Nord A 1221 Pak ⊙
- Infanteriebunker Jeuss klein A 1222 Mg-Bunker ⊙
- Infanteriebunker Biberenächer A 1227 ⊙
- Mg-Bunker Mühle Ost A 1228 ⊙
- Beobachter Mühle Ouest - Dürenberg A1229 ⊙
- Infanteriebunker Hauptwerk A 1241 Kleingurmels ⊙
- Infanteriebunker Gegenwerk A 1242 Kleingurmels ⊙[8][9]
- Infanteriebunker Gümmenen A 1273
- Infanteriebunker Gümmenen A 1274
- Infanteriebunker Gümmenen A 1275 Bahnviadukt ⊙
- Geländepanzerhindernis Bahnviadukt ⊙
- Infanteriebunker Laupenmüli A 1276
- Infanteriebunker Laupen Ost A 1277
- Geländepanzerhindernis Laupenmüli T 733 ⊙
- Infanteriebunker A 1278 Neuenegg-Flamatt
- Infanteriebunker A 1279 Neuenegg-Flamatt
- Infanteriebunker A 1280 Neuenegg-Flamatt
- Infanteriebunker A 1281 Neuenegg-Flamatt
- Infanteriebunker A 1282 Neuenegg-Flamatt
- Infanteriebunker A 1283 Neuenegg-Flamatt
- Beobachterstand Tannholzweid ⊙
- GPH Freiburghaus ⊙
- GPH Bärenklaue ⊙
- Tankmauer Flamatt ⊙

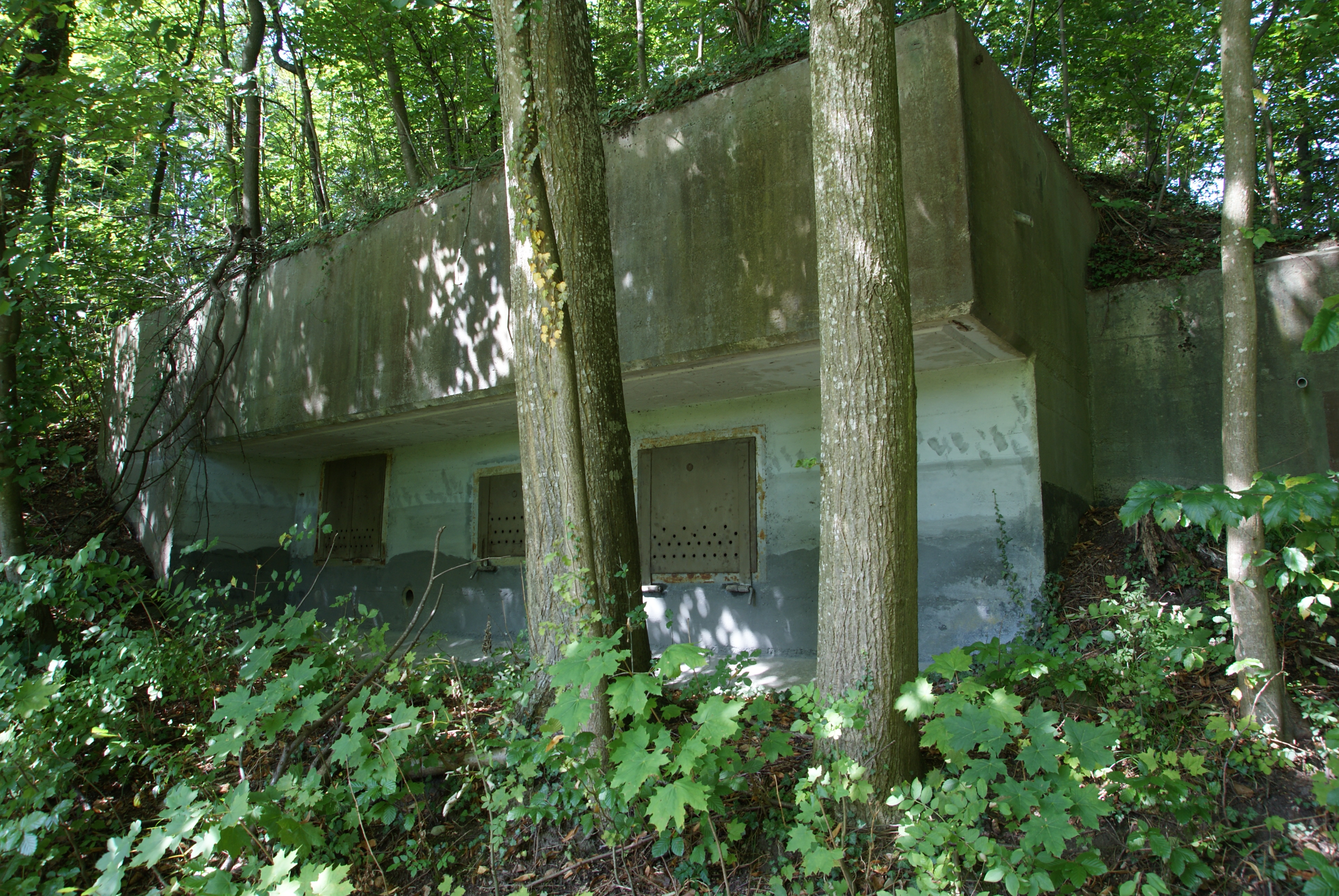
Infanteriebunker A 1165 Löwenberg Süd
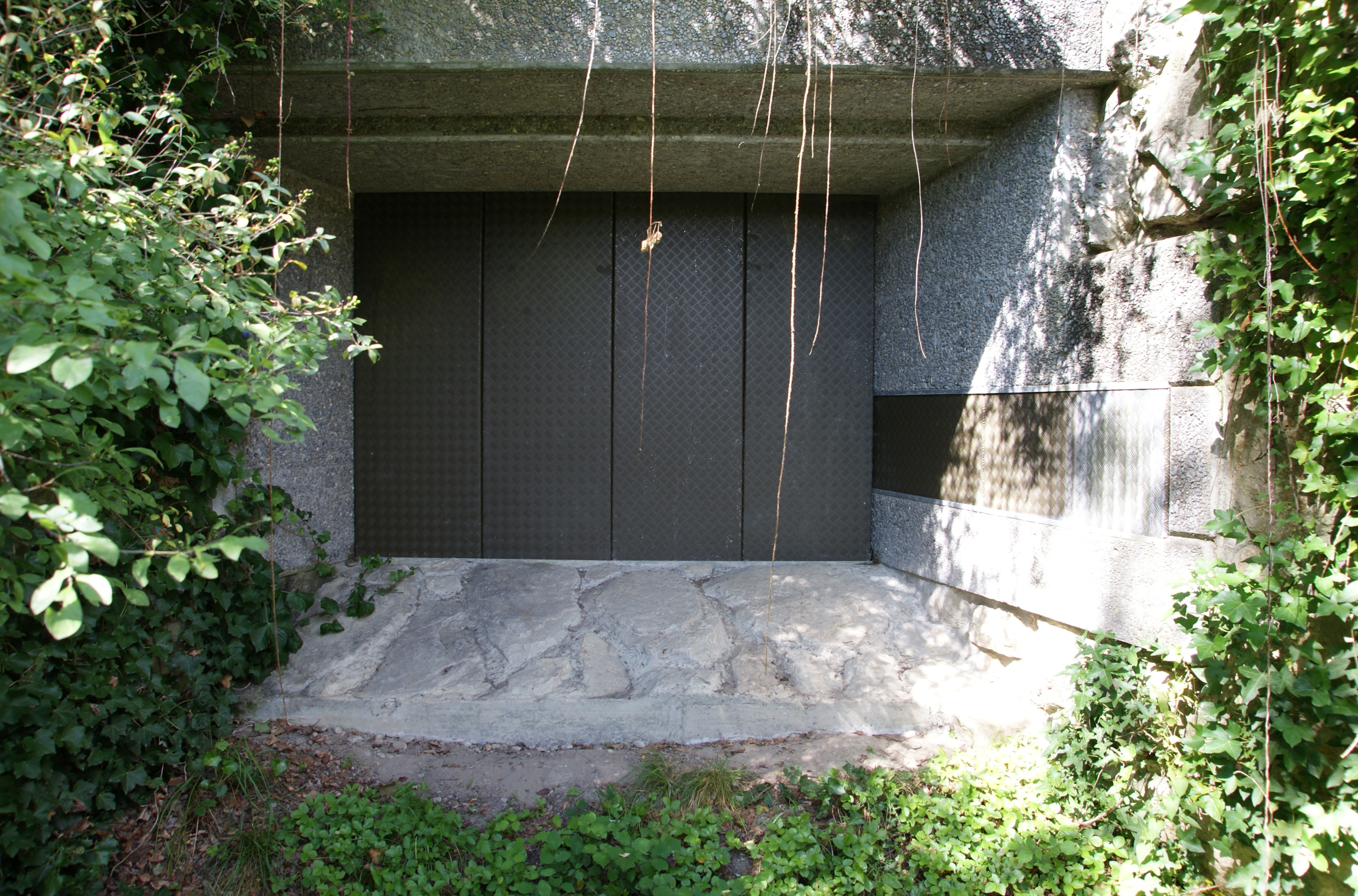
Centi-Bunker Löwenberg Süd A 1175
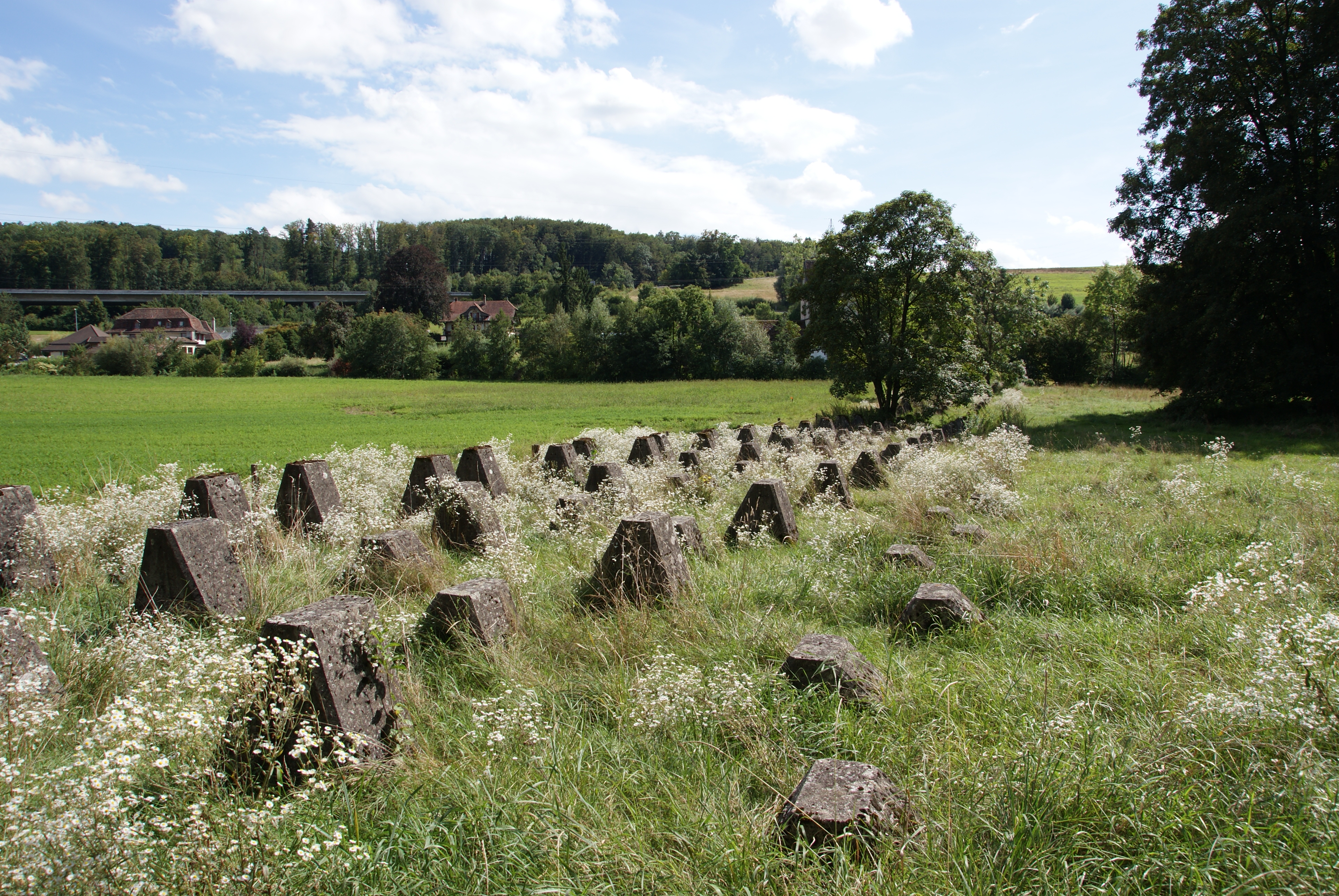
Geländepanzerhindernis GPH Löwenberg Süd
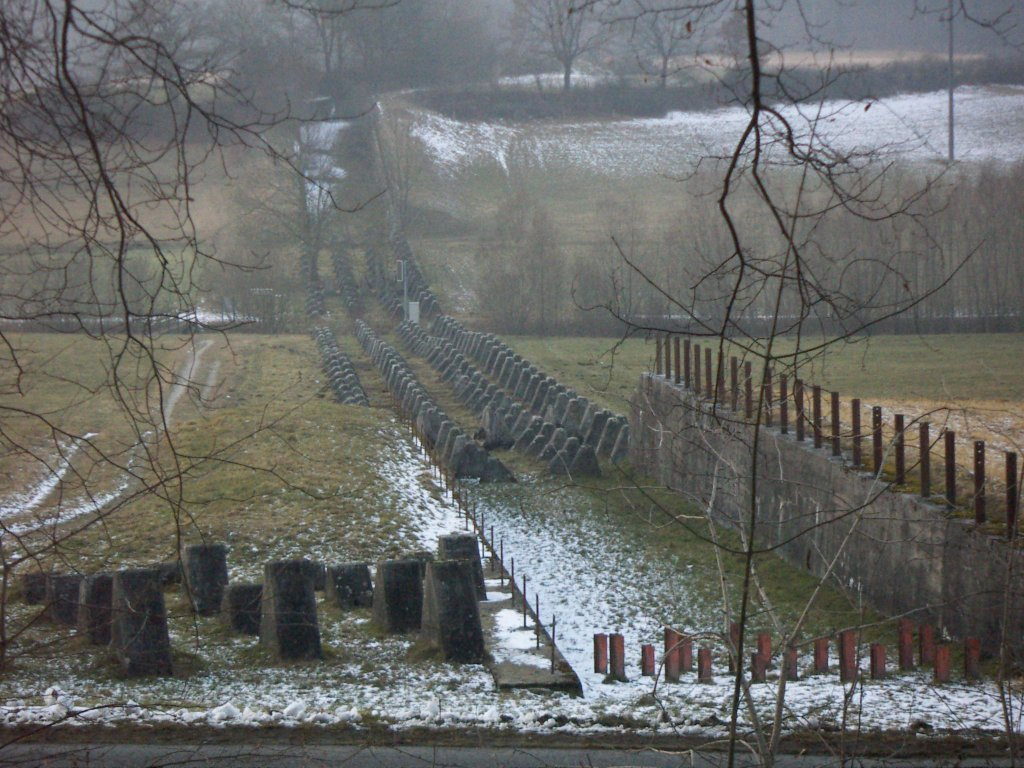
GPH Biberenächer
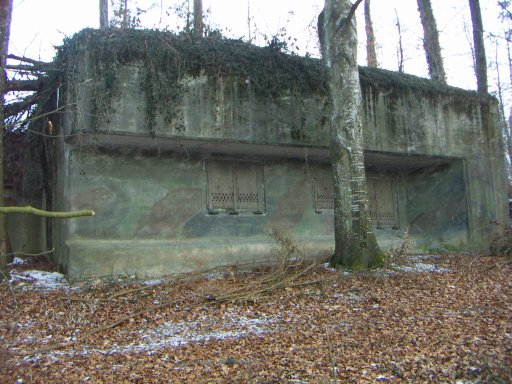
Infanteriebunker Biberenächer A 1227